# كتابي (سلسلة)
سلسلة كتابي كانت سلسلة شهرية متخصصة في نشر الأعمال الأدبية الخالدة التي أثرت في ثقافات شعوب الأرض بسبب انتشارها وبسبب التأثير الذي تركته في نفوس قرائها بمختلف اللغات والأعراق والقوميات.

## نبذة عن السلسلة
من هذه الأعمال الأدبية هناك ملحمة تولستوي الخالدة: - الحرب والسلام – وهي رواية رومانسية تدور أحداثها في مطلع القرن التاسع عشر الذي عرف تألق نجم – نابوليون بونابارت – حيث بلغ أسمى مراتب السمو والمجد، وهناك أيضا رواية – الابن الضال – لهنري بوردو التي تمثل لونا من الأدب الواقعي الذي تحس وأنت تقرؤه بريح الصدق والواقعية الصارخة تهب عليك من خلال سطوره، وكأنت تعيش مع أبطال الرواية، في الجو الذي يعيشون فيه، وتعاني الانفعالات التي يعانونها، وهناك أيضا ملحمة العصر الحديث: - دكتور جيفاجو – التي ألفها الأديب السوفييتي الكبير – بوريس باسترناك – وحصل بفضلها على جائزة نوبل للأدب في أكتوبر 1958، لكنه رفض الجائزة تحت ضغط الاعتبارات السياسية. وهناك الكثير والكثير من الروايات التي شكلت ثمرة الفكر البشري والنبوغ الإنساني وترجمت إلى مختلف لغات الأرض.

## أعداد السلسلة
صدر من السلسلة حوالي مائتي عدد و من أهمها التالي :
1. وجوه الحب السبعة
2. الحب الأول
3. جريمة حب
4. أنا كارنينا
5. الحرب والسلام ج1
6. الحرب والسلام ج2
7. - الخاطئة
8. - البوساء ج#
9. - مدام بوفارى ج#
10. 0 - مدام بوفارى ج#
11. - البؤساء ج#
12. - الخطيئة الأولى
13. - المفتون
14. - الحب هو الكنز
15. - فن الحياة
16. - د. جيفاجو ج1
17. - د. جيفاجو ج2
18. - د. جيفاجو ج3
19. - د. جيفاجو ج4
20. 0 - البؤساء ج#
21. - الحرب والسلام ج1
22. - محاكمة سقراط
23. - الجريمة لا تفيد
24. - نساء ومآسى في ساحة العدالة
25. - الحرب والسلام ج#
26. - تعلم كيف تسترخى
27. - مركب النقص والعقد النفسية
28. - غرام سوان ج#
29. - غرام سوان ج#
30. 0 - كيف نجحوا في الحياة
31. - كيف تحصل على الثروة
32. - غرام سوان ج#
33. - لماذا أنت عصبى
34. - عش بحكمة تعيش سليماً
35. - زواج الحب
36. - التحليل النفسى للإحلام
37. - حذار من الشفقة
38. - أمير الانتقام
39. - اعترافات جان جاك روسو ج1
40. 0 - اعترافات جان جاك روسو ج2
41. - اعترافات جان جاك روسو ج3
42. - اعترافات جان جاك روسو ج4
43. - اعترافات جان جاك روسو ج5
44. - مرتفعات ويذرنج ج1
45. - مرتفعات ويذرنج ج2
46. - مرتفعات ويذرنج ج3
47. - قلوب ضالة
48. - عاشقات في الخريف
49. - أسرار الجاسوسية
50. 0 - الابن الضال
51. - الثأر للوطن
52. - أرواح هائمة
53. - المسبحة ج1
54. - المسبحة ج2
55. - ذات الثوب الأبيض
56. - الطريق إلى بئر سبع ج1
57. - الطريق إلى بئر سبع ج2
58. - جين إير ج1
59. - جين إير ج2
60. 1 - جين إير ج3
61. -2 نينوتيشكا ج1
62. -3 نينوتيشكا ج2
63. - ماريا ايفانوفنا
64. - الخالدون
65. - البعث
66. - الإلياذة ج1
67. - الإلياذة ج2
68. - الإلياذة ج3
69. - القلعة ج1
70. 0 - القلعة ج2
71. - القلعة ج3
72. - بوشكين
73. - ذات الرداء الابيض